# Кызыл-Сарай
Кызыл-Сарай (кирг. Кызыл-Сарай) — село в Кара-Сууском районе Ошской области Кыргызстана. Входит в состав Жоошского айылного аймака.

## География
Село расположено в северо-западной части области, на расстоянии приблизительно 8 километров (по прямой) к юго-востоку от города Кара-Суу, административного центра района. Абсолютная высота — 932 метра над уровнем моря.

## Население
Согласно оценочным данным Национального статистического комитета Кыргызской Республики, численность населения села на начало 2023 года составляла 1606 человек.
| год     | 2009 | 2014 | 2015 | 2020 | 2021 | 2023 |
| ------- | ---- | ---- | ---- | ---- | ---- | ---- |
| человек | 1178 | 1112 | 1174 | 1587 | 1583 | 1606 |